# Мауро Кабрал Гринспен
Мауро Кабрал Гринспен, такође познат као Мауро Кабрал, аргентински је интерсексуални и трансродни активиста, који је извршни директор организације GATE. Потписник Принципа из Јогџакарте, његов рад се фокусира на реформу медицинских протокола и реформу закона. У јулу 2015. године, Кабрал је примио прву награду за једнакост Боб Хепл .

## Младост и перспективе
Мауро Кабрал Гринспен је описао како је откривено да је његово интерсексуално тело било другачије или „непотпуно“ у тинејџерским годинама; након две операције морао је да се подвргне вишегодишњим инвазивним процедурама.
Мауро Кабрал Гринспен тврди да је хомофобија покретачка снага иза уобичајеног нагона да се „нормализује“ интерсексуалност деце сврставајући их у традиционалне мушке или женске категорије. Предлаже већу доступност операција за интерсексуалне особе које би слале поруке да се тела морају променити да би била прихватљива. Поред тога, Мауро сугерише потребу за ширим културним прихватањем интерсексуалности без третирања ових људи као да пате од медицинског поремећаја.